# Caso causal-final
El caso causal-final es un caso del idioma húngaro que describe una razón, causa o propósito para algo. El sufijo -ért se usa para este propósito, por ejemplo miért? ¿por qué?, azért entonces, a könyvért jövök vengo por el libro / vengo a recoger el libro. El sufijo -ért también se puede usar de forma independiente con una terminación personal, (por ejemplo: érted om jou, értünk jönnek entiendes vienen por nosotros).
El término causal puede tener diferentes significados. Para el significado a continuación, el factivo se usa en húngaro con el sufijo -at/-et/-tat/-tet después del verbo. Un verbo transitivo se llama causativo o factativo de otro verbo si expresa la realización de la acción de ese verbo por un objeto.